# Jets to Brazil
Jets to Brazil — американський інді-рок гурт із Брукліна, Нью-Йорк, створений у 1997 році.

## Історія
Гурт Jets to Brazil був заснований у 1997 році Блейком Шварценбахом (Blake Schwarzenbach), колишнім фронтменом, гітаристом і вокалістом гурту Jawbreaker, і Джеремі Шатлейном (Jeremy Chatelain), колишнім гітаристом і вокалістом групи Handsome.
Вони почали працювати над записом чотирьох треків за допомогою драм-машини, доки до гурту не приєднався Кріс Дейлі (Chris Daly), колишній барабанщик гурту Texas Is the Reason.
Гурт підписав контракт з лейблом Jade Tree Records.
Назву гурту запропонував Кріс Дейлі, після перегляду фільму 1961 року, «Сніданок у Тіффані».
Перший альбом гурту, Orange Rhyming Dictionary, був випущений на лейблі Jade Tree Records у 1998 році. Альбом отримав схвальні відгуки критиків та комерційний успіх. Після випуску альбому гурт багато гастролював з такими групами, як The Promise Ring.
Їхній другий альбом, Four Cornered Night, був випущений у 2000 році, отримавши переважно позитивні відгуки. Four Cornered Night був першим альбомом, у записі якого брав участь новий гітарист Брайан Мар’янскі (Brian Maryansky), колишній учасник гурту The Van Pelt. Після приєднання до гурту гітариста Брайана Мар’янскі, Шварценбах перейшов з гітари на клавішні.
У 2002 році гурт Jets to Brazil випустив свій третій і останній альбом Perfecting Loneliness, який отримав позитивні відгуки.
Восени 2003 року, менш ніж через рік після виходу альбому Perfecting Loneliness, гурт розпався з невідомих причин.
Шварценбах викладає англійську мову в Хантер-коледжі в Нью-Йорку та здобуває ступінь доктора філософії з англійської літератури. У жовтні 2008 року він заснував новий гурт The Thorns of Life, але гурт проіснував недовго і розпався в серпні 2009 року. Невдовзі після цього Шварценбах створив гурт Forgetters, залучивши барабанщика гурту Against Me! Кевіна Махона та басиста Керолайн Пакіту. Гурт випустив альбом і заснував власний лейбл Too Small To Fail Records. У 2017 році Шварценбах возз'єднався з гуртом Jawbreaker.
Дейлі возз'єднався з гуртом Texas Is The Reason заради двох виступів в Irving Plaza в Нью-Йорку в листопаді 2006 року. Згодом гурт Texas Is The Reason ще раз возз'єднувався заради гастролей з 2012 по 2013 рік.
Трек «Sweet Avenue» з альбому 1998 року Orange Rhyming Dictionary, гурту Jets to Brazil, часто помилково приписують виконавцю Деміену Райсу.
25 березня 2019 року на показі документального фільму «Don't Break Down» про гурт Jawbreaker, у Шварценбаха запитали, чи можливе возз'єднання гурту Jets To Brazil. Він відповів, що одного дня це може відбутися, але зараз він зосереджений на гурті Jawbreaker.

## Дискографія
- Orange Rhyming Dictionary (1998)
- Four Cornered Night (2000)
- Perfecting Loneliness (2002)